# Janville (Calvados)
Janville és un municipi francès situat al departament de Calvados i a la regió de Normandia. L'any 2007 tenia 376 habitants.

## Demografia

### Població
El 2007 la població de fet de Janville era de 376 persones. Hi havia 142 famílies de les quals 20 eren unipersonals (12 homes vivint sols i 8 dones vivint soles), 65 parelles sense fills, 49 parelles amb fills i 8 famílies monoparentals amb fills.
La població ha evolucionat segons el següent gràfic:
Habitants censats

### Habitatges
El 2007 hi havia 167 habitatges, 152 eren l'habitatge principal de la família, 10 eren segones residències i 6 estaven desocupats. 166 eren cases i 1 era un apartament. Dels 152 habitatges principals, 137 estaven ocupats pels seus propietaris, 11 estaven llogats i ocupats pels llogaters i 3 estaven cedits a títol gratuït; 3 tenien dues cambres, 14 en tenien tres, 27 en tenien quatre i 107 en tenien cinc o més. 127 habitatges disposaven pel capbaix d'una plaça de pàrquing. A 56 habitatges hi havia un automòbil i a 89 n'hi havia dos o més.

### Piràmide de població
La piràmide de població per edats i sexe el 2009 era:
| Homes | Edats   | Dones |
| ----- | ------- | ----- |
| 0     | 95 o +  | 0     |
| 4     | 90 a 94 | 0     |
| 0     | 85 a 89 | 0     |
| 4     | 80 a 84 | 0     |
| 8     | 75 a 79 | 8     |
| 0     | 70 a 74 | 4     |
| 12    | 65 a 69 | 4     |
| 12    | 60 a 64 | 0     |
| 20    | 55 a 59 | 24    |
| 20    | 50 a 54 | 28    |
| 32    | 45 a 49 | 20    |
| 12    | 40 a 44 | 12    |
| 8     | 35 a 39 | 12    |
| 8     | 30 a 34 | 16    |
| 12    | 25 a 29 | 12    |
| 24    | 20 a 24 | 24    |
| 20    | 15 a 19 | 20    |
| 8     | 10 a 14 | 20    |
| 8     | 5 a 9   | 8     |
| 8     | 0 a 4   | 0     |

## Economia
El 2007 la població en edat de treballar era de 263 persones, 182 eren actives i 81 eren inactives. De les 182 persones actives 172 estaven ocupades (93 homes i 79 dones) i 10 estaven aturades (5 homes i 5 dones). De les 81 persones inactives 38 estaven jubilades, 26 estaven estudiant i 17 estaven classificades com a «altres inactius».

### Ingressos
El 2009 a Janville hi havia 149 unitats fiscals que integraven 383 persones, la mediana anual d'ingressos fiscals per persona era de 23.938 €.

### Activitats econòmiques
Dels 19 establiments que hi havia el 2007, 5 eren d'empreses de construcció, 3 d'empreses de comerç i reparació d'automòbils, 3 d'empreses d'informació i comunicació, 1 d'una empresa financera, 1 d'una empresa immobiliària, 3 d'empreses de serveis, 2 d'entitats de l'administració pública i 1 d'una empresa classificada com a «altres activitats de serveis».
Dels 4 establiments de servei als particulars que hi havia el 2009, 2 eren guixaires pintors, 1 lampisteria i 1 electricista.
L'únic establiment comercial que hi havia el 2009 era una botiga d'equipament de la llar.
L'any 2000 a Janville hi havia 8 explotacions agrícoles que ocupaven un total de 416 hectàrees.

## Poblacions més properes
El següent diagrama mostra les poblacions més properes.